# Cantabrasil
Cantabrasil è un album di Toquinho, pubblicato in Italia dalla CGD nel 1989 (CGD 22230).

## Il disco
L'album è stato registrato dal vivo durante una tournée realizzata da Toquinho nel 1984 in Italia dopo la fortunata esperienza dell'album e della canzone Acquarello.
Lo spettacolo, intitolato Cantabrasil - Carosello di musiche, canti e immagini del Brasile di ieri e di oggi e prodotto da Franco Fontana, ripercorreva la tradizione musicale brasiliana a partire dal samba tradizionale, fino alla bossa nova, passando per la musica del Nord-Est e per il carnevale.
Dopo la morte di Vinícius de Moraes, Toquinho aveva continuato la sua carriera con spettacoli ad ampio respiro sulla tradizione musicale del suo paese, portando comunque tutta l'esperienza artistica e umana maturata negli anni della sua parceria con il poeta.
Toquinho arrivò in Italia (e in Europa) con uno di questi spettacoli proprio ai tempi della promozione di Acquarello.
Nel 1984 Toquinho tornò in Italia con uno spettacolo ancor più importante, con una formazione allargata e con un repertorio più vasto.
Cantabrasil ripercorre praticamente tutta la storia moderna della musica brasiliana. Lo spettacolo fu pensato come un susseguirsi di pot-pourri tematici (pratica peraltro diffusa nel mondo musicale brasiliano) ognuno dedicato ad un genere, ad uno stile o ad un momento della vicenda artistica del cantautore di San Paolo.
Una medley è dedicata al partido alto (la forma più popolare del samba), una alla roda di samba con una carrellata di canzoni provenienti dal carnevale di Rio de Janeiro degli anni trenta e quaranta, uno al musica nordestina (con l'immancabile Asa branca), una alla bossa nova di Antônio Carlos Jobim, Baden Powell e Vinícius de Moraes, una a Bahia, una al carnevale.
Non mancano ovviamente accenni alla lunga collaborazione con Vinícius de Moraes e qualche omaggio all'Italia come una bella versione di Anema e core (che Toquinho e Vinicius avevano già inciso nel 1976 con Ornella Vanoni) e la hit del momento, Acquarello, portata l'anno prima anche al Festival di Sanremo e che aveva valso a Toquinho un disco d'oro.
Il gruppo che accompagna Toquinho comprende musicisti di eccezione come il fisarmonicista e cantautore pernambucano Dominguinhos (José Domingos de Moraes), uno degli eredi di Luiz Gonzaga, il percussionista Papete (José de Ribamar Viana), virtuoso del berimbao, i fratelli Luciana, virtuosa del cavaquinho, e Raphael Rabello (Rafael 7 Cordas) virtuoso della chitarra a sette corde, i percussionisti Marçal da Portela e Branca de Neve, il batterista Mutinho e il bassista Luizão Maia, entrambi vecchi collaboratori di Toquinho e Vinícius de Moraes.
Completano la formazione quattro bravissime cantanti: Guadalupe, allora moglie di Dominguinhos, Bel, Silvia Maria e la sambista Eliana Estevão.
Lo spettacolo toccò diverse città italiane nel corso della primavera del 1984, tra cui Roma, Milano e Mestre. La RAI mandò in onda la registrazione del concerto alla Bussola Domani di Viareggio. All'epoca di Cantabrasil, Toquinho fu ospite con tutto il suo gruppo della trasmissione Te lo do io il Brasile di Beppe Grillo.
L'album Cantabrasil fu pubblicato della CGD nel 1989 su un doppio LP contenente la registrazione di uno degli spettacoli tenuti al Teatro Sistina di Roma. Fu poi ripubblicato in versione ridotta su CD nel 1993.

## Tracce
Disco 1 - Lato A
1. Partido altro (medley) - 6:29
  - Temporal
  - Poeira
  - Miquilina
  - Foram me chamar
  - Moro na roça
  - Minha viola
  - Tem areia
  - Quero ver todo mundo sambar
2. Samba tradizionale (medley) - 7:04
  - Agora é cinzas - (Alcebíades Maia Barcelos "Bide", Armando Vieira Marçal "Marçal")[3][4]
  - Acreditar - (Délcio Carvalho, Dona Ivone Lara)[5]
  - Leva meo samba - (Ataulfo Alves)[4][6]
  - Abre a janela - (Arlindo Marques Júniors, Roberto Roberti)[4][7]
  - Implorar - (Germano Augusto Coelho, João da Silva Gaspar, Kid Pepe)[4][8]
  - Nêga do cabelo duro - (Rubens Soares, David Nasser)[4][9]
  - Se ela quisesse - (Toquinho, Vinicius de Moraes)
3. Toquinho e le sue radici (medley) - 16:30
  - Parlato
  - A tonga da mironga do kabuletê - (Toquinho, Vinicius de Moraes)
  - Maria vai com as outras - (Toquinho, Vinicius de Moraes)
  - Tristeza - (Haroldo Lobo, Niltinho)
  - Bachianinha - (Paulinho Nogueira)
  - Um abraco ao Papete - (Toquinho)

Disco 1 - Lato B
1. Nord est (medley) - 29:11
  - Asa branca - (Luiz Gonzaga, Humberto Teixeira)
  - Parlato
  - Lamento sertanejo - (Gilberto Gil, Dominguinhos)
  - Eu só quero um xodó - (Dominguinhos, Anastácia)
  - Sete meninas - (Dominguinhos, Toinho Alves)
  - Gaio da roseira - (Hermeto Pascoal, Divina Parcoal)[10]
  - Sebastiana - (Rosil Cavalcanti)[11]

Disco 2 - Lato A
1. Bossa nova (medley) - 9:50
  - Chega de saudade - (Antonio Carlos Jobim, Vinicius de Moraes)
  - Garota de Ipanema - (Antonio Carlos Jobim, Vinicius de Moraes)
  - Samba de uma nota só - (Antonio Carlos Jobim, Newton Mendonça)
  - Samba em prelúdio - (Baden Powell, Vinicius de Moraes)
  - Samba de benção - (Baden Powell, Vinicius de Moraes)
  - Berimabau - (Baden Powell, Vinicius de Moraes)
  - Canto de Ossanha - (Baden Powell, Vinicius de Moraes)
2. Choro (medley) - 6:20
  - Tico-tico no fubá - (Zequinha Abreu)[12]
  - Odeon - (Ernesto Nazareth, Hubaldo Maurício)
3. Toquinho in Italia (medley) - 5:55
  - Anema e core - (Salve D'Esposito, Domenico Titomanlio)
  - Acquarello - (Toquinho, Maurizio Fabrizio, Guido Morra)

Disco 2 - Lato B
1. Toquinho in Italia (medley) - 4:45
  - Samba da rosa - (Toquinho, Vinicius de Moraes)
  - A felicidade - (Antonio Carlos Jobim, Vinicius de Moraes)
  - Samba pra Vinícius - (Toquinho, Chico Buarque)
2. Bahia (medley) - 9:13
  - Você já foi à Bahia? - (Dorival Caymmi)
  - A benção Bahia? - (Toquinho, Vinicius de Moraes)
  - Atrás do trio eletrico - (Caetano Veloso)[13]
  - Pombo correio - (Dodô, Osmar, Moraes Moreira)
  - Festa do interior - (Moraes Moreira, Abel Silva)
3. Carnaval (medley) - 10:54
  - Parlato
  - Festa para um rei negro - (Adil de Paula "Zuzuca do Salgueiro")
  - O mundo melhor de Pixinguinha - (Evaldo Gouveia, Jair Amorim)[14]
  - A fonte secou - (Mansueto, Tufi Lauar, Marcléo)
  - Vem chegando a madrugada - (Noel Rosa De Oliveira, Adil de Paula "Zuzuca do Salgueiro")
  - Ha mais de uma semana - (tradizionale)
  - Nesta onda que eu vou - (Oswaldo Nunes)
  - Festa para um rei negro - (Adil de Paula "Zuzuca do Salgueiro")
  - Canta Brasil - (Alcyr Pires Vermelho, David Nasser)[15]

- Le medley dedicate al Partido alto e al Nord est non sono presenti nella edizione su CD (CGD 903 270 752-2) che ha una scaletta diversa:

1. Samba tradizionale (medley) - 7:04
2. Toquinho e le sue radici (medley) - 16:30
3. Bossa nova (medley) - 9:50
4. Choro (medley) - 6:20
5. Toquinho in Italia (medley) - 10:50
6. Bahia (medley) - 9:13
7. Carnaval (medley) - 10:54

## Formazione
- Toquinho - voce e chitarra
- Guadalupe, Silvia Maria, Bel ed Eliana Estevão - voce
- Dominguinhos - fisarmonica e voce
- Luciana Rabello - cavaquinho
- Raphael Rabello (Rafael 7 Cordas) - chitarra a sette corde
- Luizão Maia - basso elettrico
- Mutinho - batteria
- Papete - percussioni, berimbau
- Marçal da Portela - percussioni
- Branca de Neve - surdo, percussioni
- Borel - percussioni